# Bandera de Torroella de Fluvià
La bandera oficial de Torroella de Fluvià (Alt Empordà) té la següent descripció:
Bandera apaïsada, de proporcions dos d'alt per tres de llarg, de color verd fosc, amb una faixa central blanca de mitja, tres i mitja ones, de gruix 1/6 de l'alçària del drap, i un pal groc, de gruix 1/9 de la llargària del mateix drap, sobreposat al centre.
Va ser aprovada en el Ple de l'Ajuntament del 21 de febrer de 2002 i publicada en el DOGC el 16 d'octubre de 2003 amb el número 3989. Es va publicar una correcció d'errada en el DOGC el 9 de març de 2004 amb el número 4087.